# Thathom
Thathom là một huyện (muang, mường)  thuộc tỉnh Xaisomboun ở tây bắc  Lào